# Цыдыпова, Саяна Чойбалсановна
Сая́на Чойбалса́новна Цыды́пова ― российская бурятская театральная артистка, Народная артистка Республики Бурятия, актриса Бурятского государственного академического театра драмы им. Х. Намсараева с 1988 года.

## Биография
Родилась в 1966 году в улусе Хошун-Узур, Мухоршибирский район, Бурятская АССР, РСФСР.
Окончила Хошун-Узурскую среднюю школу. Затем работала режиссёром народного театра «Талын наран». В поставленном на сельской сцене отрывке из «Кнута тайши» Х.Намсараева ей, совсем юной, пришлось сыграть роль Долгор-хатан. Через несколько лет эту роль она будет играть на сцене Бурятского театра.
В 1988 году окончила Ленинградский государственный институт театра, музыки и кинематографии (ЛГИТМиК). Вернувшись на родину, начала служить в Бурятском государственном академическом театра драмы имени  Хоца Намсараева, где исполнила более 50 ролей, среди которых были: Джурма – «Дамдин лама», Долгор – «Япон Долгор», шаманка Хархан – «Бальжин хатан» Д. Эрдынеева, Олень – «Король-олень» К. Гоцци, Алма Мэргэн – «Гэсэр» Н. Дамдинова, Жалма – «Похищенное счастье» Д. Батожабай, Долгор хатан – «Кнут тайши» Хоца Намсараева, улейская девушка – «Улейские девушки» С. и Э. Жамбаловых, Есуй, шаманка – «Чингисхан» Б. Гаврилова, Цэвэлма – «Встретимся в той жизни» С. Эрдэнэ, вдова – «С.С.С.Р.» Г. Башкуева, Маша – «Чайка» А. Чехова, Вера – «Утиная охота» А. Вампилова, Дженни-Малина – «Трехгрошовая опера» Б. Брехта, девушка, дворник – «Танец орла» Б. Дондокова.
В Русском драматического театре имени Николая Бестужева (Улан-Удэ) актриса сыграла роль шаманки в спектакле «Шаманские сновидения» Н. Дугаржабон. Сыграла в спектакле Республиканского театра кукол «Пространство духа» по Р. Акутагаве. Народная артистка Республики Бурятия. Лауреат Государственной премии Республики Монголия.

Прекрасные внешние данные, удивительная пластика, обаяние, природная органика и одарённость — всё это позволяет Саяне Цыдыповой приковывать к себе внимание зрителей и театральных критиков. Актриса, обладая хорошей актёрской школой, ёмко и убедительно строит характеры своих героинь.— 
Также сыграла в спектакле Республиканского театра кукол «Ульгэр» «Пространство духа» по Рюноск Акутагаве.
Играла роль в фильме режиссёра Баира Дышенова «Шарнохой — желтый пес» в 2019 году. В 2020 году сыграла главную роль женщины по имени Димид в короткометражном фильме «Под вечным синим небом» режиссёра Елены Емельяновой.
За большой вклад в развитие национального театрального искусства Саяна Чойбалсановна Цыдыпова была удостоена почётного звания «Народная артистка Республики Бурятия». Лауреат Государственной премии Республики Монголия (2001 год).

## Театральные роли
- 2017 г. В. Распутин «Полёт.Бильчирская история» переселенка
- 2016 г. Ч. Айтматов «Булжамууртын орон» (Когда падают горы) Арюухан (Айгуль)
- 2015 г. У. Шекспир «Ромео и Джульетта» кормилица
- 2014 г. Ч. Айтматов «Манкурт» мать
- 2012 г. К. Гоцци «Турандот» Скирина
- 2009 г. А. Вязниковцев, Ц.Бальжанов «Путь к просветлению» Мать и Дакини-Янжима
- 2008 г. Б. Дондоков мюзикл «Танец орла» Девушка
- 2007 г. В. Шекспир «Максар. Шупата тала» Максарма хатан
- 2006 г. А. Вампилов «Утиная охота» Вера
- 2005 г. Д. Эрдынеев «Бальжин хатан» шаманка Харахан
- 2005 г. Б. Эрдынеев «Япон Долгор» Долгор
- 2005 г. Г. Башкуев «С С.С.Р» вдова
- 2005 г. Б. Брехт «Трехгрошовая опера» Дженни малина
- 2003 г. Г. Башкуев «На стыке веков» шаманка Эреэшкэн
- 2002 г. А. Чехов «Чайка» Маша
- 2001 г. Г. Башкуев «Танцующий призрак» Люба
- 2001 г. Б. Гаврилов «Чингисхан» Есуй, шаманка
- 2000 г. С. и Э.Жамбаловы «Улейские девушки» улейская девушка
- 2000 г. С. Эрдэнэ «Хойто напандаа уулзахабди» Цэвэлма
- 2000 г. Х. Намсараев «Кнут тайши» Долгор хатан
- 1998 г. К. Гольдони «Слуга двух господ» Смеральдина
- 1996 г. Г. Лорка «Кровавая свадьба» невеста
- 1995 г. Н. Дамдинов «Арадай батар Гэсэр хан» Алма – мэргэн
- 1991 г. к. Гоцци «Король-олень» Олень
- 1990 г. Б. Эрдынеев, Р.Бадмаев «Дамдин лама» Джурма
- 1989 г. Ю. Мафунэ «Хорьки» бабушка Фурумати

## Фильмография
- 2019 г. «Шарнохой — желтый пес»
- 2020 г. «Под вечным синим небом» ― Димид